# Benson Boone
Benson James Boone, född 25 juni 2002, är en amerikansk singer-songwriter, rullskridskoåkare och multiinstrumentalist. Han är född i Monroe, Washington.
Boone började dela sin musik på den sociala medieplattformen Tiktok år 2021. Samma år deltog han i American Idol, som han senare drog sig ur. Boones popularitet steg på Tiktok och kontot samlade 1,7 miljoner följare. Hans talang uppmärksammades av bandet Imagine Dragons frontman Dan Reynolds, som tecknade Boone till sitt skivbolag, Night Street Records.
Boones debutsingel Ghost Town släpptes i oktober 2021 och nådde topplistor i 13 länder. Boone har även släppt låtarna In the Stars och Beautiful Things. Den senare blev hans första låt någonsin att nå topp fem på Billboard Hot 100 och den blev även en global succé.